# Giovanni Spadolini

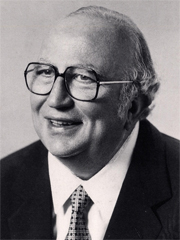
Giovanni Spadolini.

Giovanni Spadolini (Florence, 21 juni 1925 - Rome, 4 augustus 1994) was een Italiaans republikeins politicus. Hij was de 44e premier van Italië, krantenuitgever, journalist en historicus.

## Levensloop

### Achtergrond en vroegecarrière
Spadolini studeerde rechten aan de Universiteit van Florence en kort na zijn graduatie werd hij benoemd tot professor in de moderne geschiedenis aan de faculteit politieke wetenschappen. Ook werd hij politiek columnist bij verschillende kranten en werd in 1955 hoofduitgever van de krant Il Resto del Carlino in Bologna, waarbij de oplage gedurende zijn dienstperiode verdubbelde. Als journalist gebruikte hij soms het pseudoniem Giovanni dalle Bande Nere. In 1968 verhuisde hij naar Milaan om uitgever te worden van Corriere della Sera, de grootste Italiaanse krant. Dit bleef hij tot hij de journalistiek verliet om in de politiek te kunnen stappen. 
In 1972 werd hij verkozen tot senator en werd al snel Minister van Milieu en later van Onderwijs. In 1979 nam hij het leiderschap van de kleine, maar machtige Republikeinse Partij van Italië over, en dit tot in 1987. Van 1974 tot 1976 was hij tevens Minister van Cultuur en van 1983 tot 1987 van Defensie.

### Eerste minister
Van 1981 tot 1982 was hij Eerste Minister van Italië en was daarmee de eerste niet-christendemocratische premier sinds het einde van de Tweede Wereldoorlog. Hij probeerde de corruptie te verminderen (vooral na het schandaal rond de geheime vrijmetselaarsloge Propaganda Due, waar veel politici lid van waren) en terroristische acties te reduceren.

### Latere politieke rol
Van 1987 tot in april 1994 was hij voorzitter van de Italiaanse Senaat. Na het aftreden van president Francesco Cossiga was hij in 1992 één maand interim-president. Na de verkiezingsoverwinning van Silvio Berlusconi in 1994, verloor hij het voorzitterschap van de Senaat. Enkele maanden later overleed hij. Hij ligt begraven op de begraafplaats van Porte Sante in Florence.